# Jaechomorphus satyr
Jaechomorphus satyr is een keversoort uit de familie beekkevers (Elmidae). De wetenschappelijke naam van de soort werd in 1993 gepubliceerd door Kodada.